# Триптофан
Триптофа́н (β-(β-індоліл)-α-амінопропіонова кислота) — незамінна амінокислота. Кодується тільки одним кодоном — UGG. L-стереоізомер входить до складу гамаглобулінів, фібриногену, казеїну та інших білків. Триптофан є провітаміном.

## Загальний опис
Триптофан був уперше виділений Ф. Гопкінсом і С. Коулом у 1901 році з казеїну. Унаслідок різноманіття пов'язаних з триптофаном метаболічних реакцій і продуктів він був однією з перших амінокислот, що були віднесені до незамінних. Дослідження, проведені на представниках роду Neurospora (червона хлібна пліснява) і на бактеріях Pseudomonas, а також виділення метаболітів триптофану із сечі, надали неоціненну допомогу в з'ясуванні деталей його метаболізму.
Триптофан існує в оптично активних L- і D-, та рацемічній DL-формі. Добре розчинний у воді, обмежено — у спирті, не розчинний в діетиловому ефірі. Це гетероциклічна амінокислота й одна з найважливіших амінокислот із широким спектром дії. Триптофан використовують клітини ссавців для біосинтезу нікотинової кислоти (вітамін РР) і серотоніну, для створення м'язових білків, білків антитіл імунної системи, він бере участь у синтезі мелатоніну, є необхідним будівельним матеріалом для організму, нормалізує роботу нервової системи і травлення, має антидепресантну дію, підвищує опірність стресам, поліпшує сон. Недостатня кількість триптофану викликає погіршення стану шкіри й волосся, анемію, викликає безсоння.
Біосинтез триптофану в мікроорганізмів і рослин здійснюється конденсацією амінокислоти серину з індолом, що каталізується ферментом триптофансинтазою .

Біосинтез триптофану в кишкової палички використовували для доказу колінеарності гену і поліпептидного ланцюга, який цим геном кодується, коли розміщення кожної амінокислоти в поліпептидному ланцюгу визначається окремою ділянкою гену.
В організмах тварин L-триптофан піддається складним перетворенням, утворюючи низку життєво важливих сполук: із продуктів його розпаду в ссавців утворюється нікотинова кислота і серотонін, у комах — пігменти очей (омохроми), у рослин — гетероауксин, індикан та низку алкалоїдів.

## Метаболізм

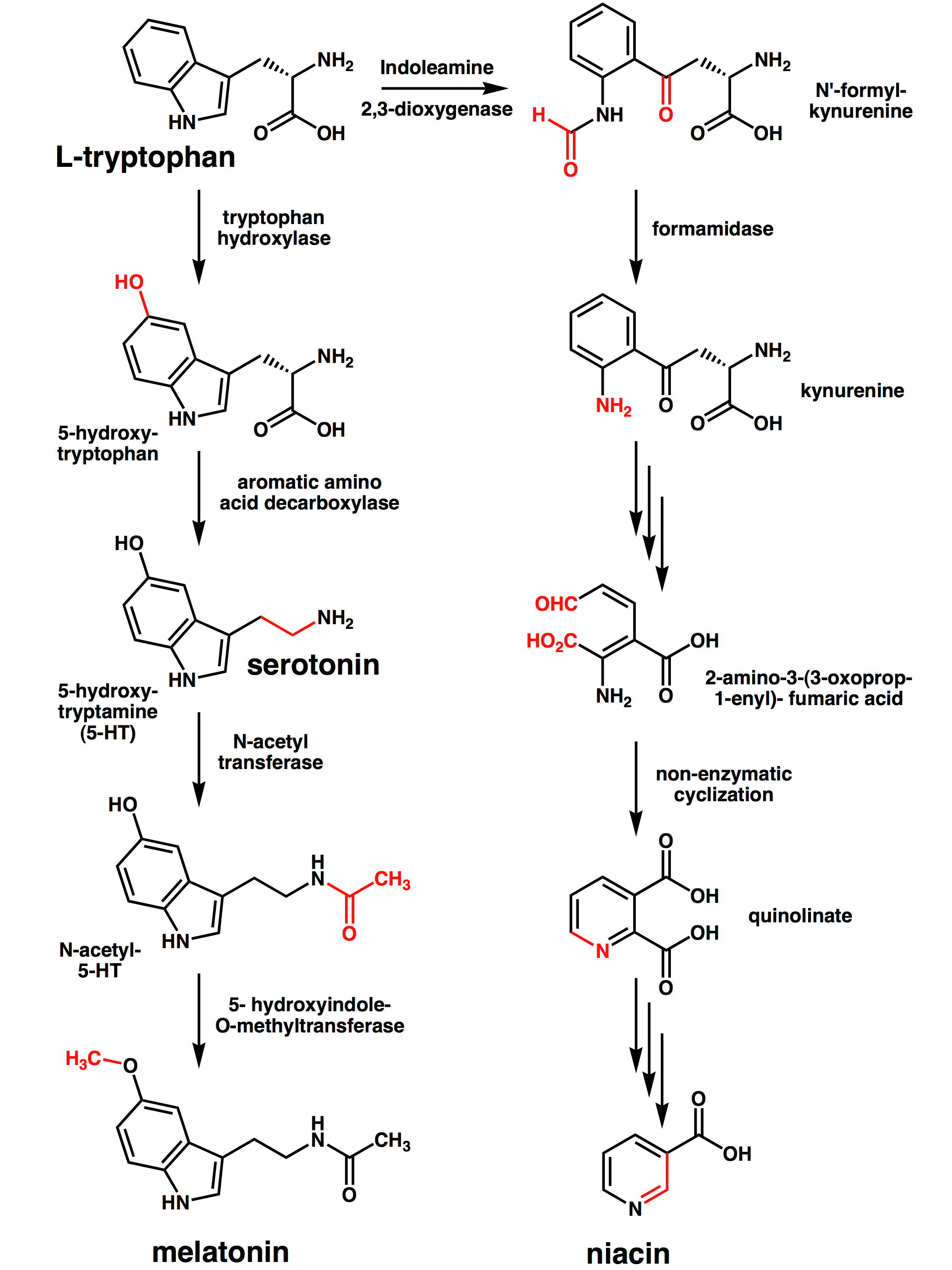
Перетворення L-триптофану в серотонін та мелатонін (ліворуч), і ніацин (праворуч)

Під час нормального розпаду в організмі 6 із 11 атомів вуглецю триптофану включаються в цикл трикарбонових кислот через ацетил- і ацетоацетилкофермент, а решта 5 перетворюються в CO2. Під час процесів гниття в товстій кишці з триптофану утворюються скатол та індол.
При введенні з їжею 14C-триптофану значна частина ізотопу включається до складу білків, однак істотна частина виявляється в сечі в складі різних катаболітів. Атоми вуглецю бічного ланцюга й ароматичного кільця можуть цілком переходити в амфіболічні інтермедіати при трансформації триптофану кінуренін-антранілатним шляхом, який відіграє важливу роль у деградації триптофану та його перетворенні в нікотинамід.
Триптофаноксигеназа (триптофанпіролаза) каталізує розкриття індольного кільця зі включенням двох атомів молекулярного кисню в N-формілкінуренін, що утворюється в результаті. Цей фермент є металопротеїном, що містить залізопорфірин. Синтез N-формілкінуреніну в печінці індукується адренокортикостероїдами і триптофаном. Значна частина синтезованого ферменту перебуває в латентній формі і потребує активації. Триптофан стабілізує оксигеназу відносно протеолітичних ферментів. Вона інгібується за принципом зворотного зв'язку похідними нікотинової кислоти, в тому числі NADPH.
Гідролітичне видалення формільної групи N-формілкінуреніну каталізується в печінці ссавців кінуренінформілазою. Гідроліз H218O приводить до включення атома 18O у форміат, що утворюєся. Фермент також каталізує аналогічні реакції з різними арилформіламінами.
Продуктом реакції, каталізованої кінуренінформілазою, є кінуренін. Він може бути дезамінованим у результаті реакції переамінування з переносом аміногрупи бічного ланцюга на α-кетоглутарат. Утворена при цьому кетопохідна проходить спонтанну циклізацію, перетворюючись в кінуренову кислоту. Ця сполука є побічним продуктом катаболізму кінуреніну і не належить до катаболітів, які утворюються на головному шляху. Подальший хід метаболізму кінуреніну включає його перетворення в 3-гідроксикінуренін і далі в 3-гідроксиантранілат. Гідроксилювання відбувається за участі молекулярного кисню і здійснюється в NADPH-залежній реакції гідроксилювання, аналогічної реакції гідроксилювання фенілаланіну.
Кінуренін і гідроксикінуренін перетворюються в гідроксиантранілат за участі піридоксальфосфат-вмісного ферменту кінуренінази. Нестача вітаміну B6 веде до часткової втрати здатності до катаболізму цих кінуренінових похідних. У позапечінкових тканинах вони перетворюються в ксантуренат. Цей за норми відсутній катаболіт з'являється в сечі людини, мавп і щурів при недостатній кількості в їжі вітаміну B6. В цих умовах введення наднормових кількостей триптофану призводить до екскреції ксантуренату зі сечею.
У багатьох тварин перетворення триптофану в нікотинову кислоту робить необов'язковим надходження цього вітаміну з їжею. У щурів, кроликів, собак і свиней триптофан з їжі може цілком його замінити. У людини, а також у низки тварин, надлишкове споживання триптофану з їжею підвищує екскрецію зі сечею похідних нікотинової кислоти (наприклад, N-метилнікотинаміду). При недостатності вітаміну B6 порушення утворення з триптофану нікотинової кислоти може спричинити порушення синтезу піридинових нуклеотидів — NAD+ і NADP+. Якщо ввести в організм достатню кількість нікотинової кислоти, нормальний синтез піридинових нуклеотидів відновлюється навіть за відсутності вітаміну B6.

## Функції в організмі людини
Триптофан регулює функцію ендокринної системи, що попереджає анемію, регулює кров'яний тиск, відповідає за синтез гемоглобіну. Споживання триптофану змушує гіпофіз виробляти більшу кількість гормону росту. Припускають, що ця амінокислота стимулює секрецію інсуліну, що у свою чергу активує синтез жирних кислот у печінці.
Особливе значення ця амінокислота має у фармакології, де вона та її похідні застосовуються як інгредієнти багатьох лікарських препаратів. При таких захворюваннях, як рак, туберкульоз та діабет триптофан сприяє нормальному функціонуванню різних систем організму. Нестача його веде до розвитку пелагри, погіршення стану зубів, помутніння рогівки ока, катаракти.
Під час вагітності підвищується необхідність жіночого організму у таких амінокислотах як триптофан і лізин, а для немовлят — триптофан та ізолейцин.
Триптофан, як попередник серотоніну, має антидепресантну дію на організм. Сприяє зняттю гіперактивності та нав'язливих станів у дітей, тривожності перед менструацією у жінок, фіброміалгії і синдрому хронічної втоми. Як попередник мелатоніну, сприяє хорошому засинанню і нормальному сну як у ранньому, так і у літньому віці.
Під час регенеративних процесів збільшується потреба організму у незамінних амінокислотах.
Триптофан бере участь у виправленні помилок процесу подвоєння ДНК. Разом з лізином вони утворюють трипептид лізин—триптофан—лізин, який виправляє помилки, котрі виникають при подвоєнні ДНК. Ця властивість триптофану має першорядне значення під час вагітності, та для запобігання утворення ракових клітин.